# The Kelly File
The Kelly File é um programa de televisão estadunidense apresentado pela jornalista Megyn Kelly no Fox News Channel. O programa era um spin-off do The O'Reilly Factor.
Em 3 de janeiro de 2017, foi anunciado que Kelly deixaria a rede para passar para a NBC News. A última exibição do The Kelly File foi transmitida em 6 de janeiro, o último dia de Kelly na Fox News. O programa foi substituído por Tucker Carlson Tonight.